# Республіка Чорногорія (1992—2006)
Республіка Чорногорія (серб. Republika Crna Gora, Република Црна Гора) — федеральна одиниця Союзної Республіки Югославії та Державного Союзу Сербії і Чорногорії в період 1992 — 2006. Декларація про незалежність Чорногорії в 2006 році, призвела до розпаду союзної держави з Сербією.
Після розпаду Соціалістичної Федеративної Республіки Югославія, республіки Сербія і Чорногорія погодилися на формування Союзної Республіки Югославії (СРЮ), яка офіційно відмовилася від комунізму і схвалила демократичні інститути. Чорногорія була у складі СРЮ до 2003 року, коли СРЮ була перетворена на Державний союз Сербії і Чорногорії, з якого Чорногорія вийшла в 2006, ставши незалежною країною.

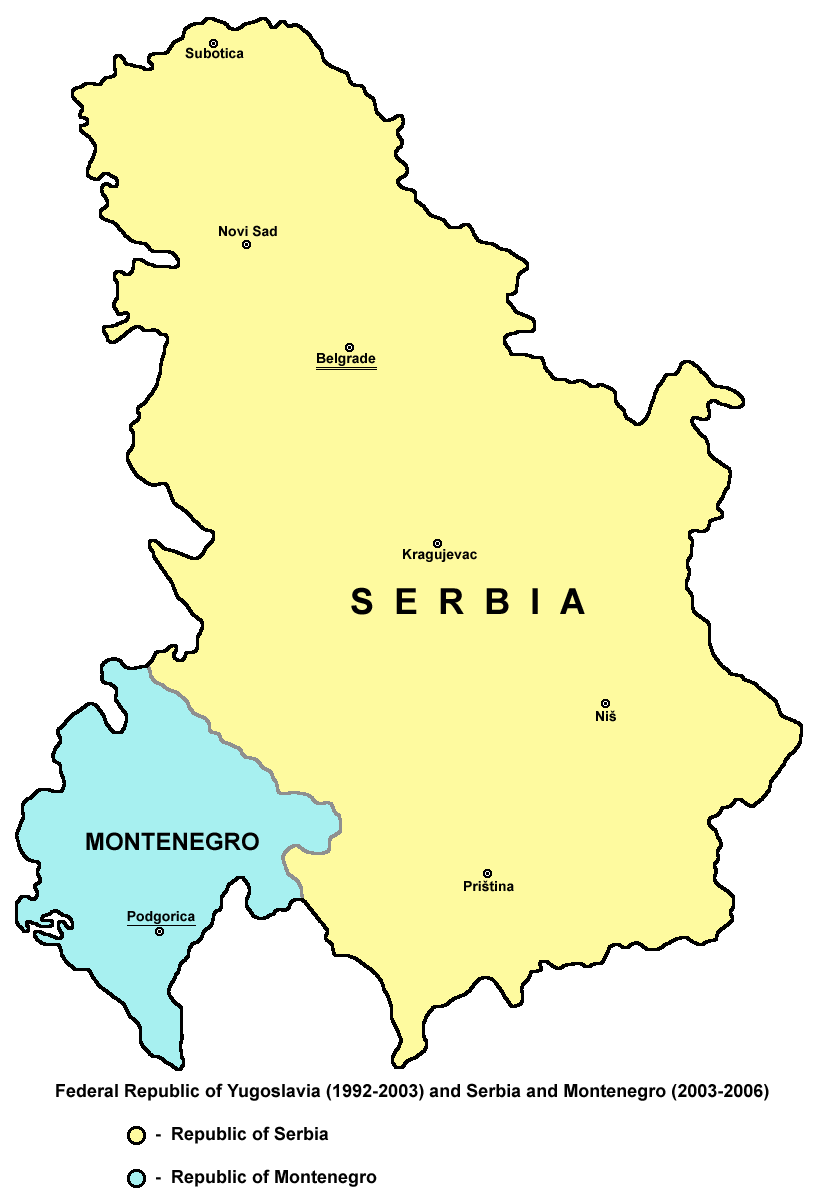

## Колишні символи

Прапор (1992-1994)
Герб (1992-1994, 1945-1992)

## Адміністративно-територіальний поділ Югославії та її складових (1943-2010)
| 1943          | 1946           | 1963                    | 1974                    | 1991                    | 1992                       | 1999                       | 2003                       | 2006                 | 2008                 |
| ДФЮ           | ФНРЮ           | СФРЮ                    | СФРЮ                    | розпущена               | розпущена                  | розпущена                  | розпущена                  | розпущена            | розпущена            |
| ФД БіГ        | НР БіГ         | СР Боснія і Герцеговина | СР Боснія і Герцеговина | СР Боснія і Герцеговина | Боснія і Герцеговина       | Боснія і Герцеговина       | Боснія і Герцеговина       | Боснія і Герцеговина | Боснія і Герцеговина |
| ФД Хорватія   | НР Хорватія    | СР Хорватія             | СР Хорватія             | Республіка Хорватія     | Республіка Хорватія        | Республіка Хорватія        | Республіка Хорватія        | Республіка Хорватія  | Республіка Хорватія  |
| ФД Македонія  | НР Македонія   | СР Македонія            | СР Македонія            | Північна Македонія      | Північна Македонія         | Північна Македонія         | Північна Македонія         | Північна Македонія   | Північна Македонія   |
| ФД Македонія  | НР Македонія   | СР Македонія            | СР Македонія            |                         | ФРЮ                        | ФРЮ                        | Сербія і Чорногорія        | розпущена            | розпущена            |
| ФД Чорногорія | НР Чорногорія  | СР Чорногорія           | СР Чорногорія           | СР Чорногорія           | Р Чорногорія (федеративна) | Р Чорногорія (федеративна) | Р Чорногорія (федеративна) | Чорногорія           | Чорногорія           |
| ФД Сербія     | НР Сербія      | СР Сербія               | СР Сербія               | СР Сербія               | Р Сербія (федеративна)     | Р Сербія (федеративна)     | Р Сербія (федеративна)     | Сербія               | Сербія               |
| ФД Сербія     | • АК Воєводина | • САК Воєводина         | • САК Воєводина         | • АР Воєводина          | • АР Воєводина             | • АР Воєводина             | • АР Воєводина             |                      |                      |
| ФД Сербія     | • АК Косово    | • САК Косово            | • САК Косово            | • АК Космет             | • АК Космет                | Протекторат ООН            | Протекторат ООН            | Протекторат ООН      | Республіка Косово    |
| ФД Словенія   | НР Словенія    | СР Словенія             | СР Словенія             | Республіка Словенія     | Республіка Словенія        | Республіка Словенія        | Республіка Словенія        | Республіка Словенія  | Республіка Словенія  |

| ФНР | «Федеративна Народна Республіка» | НР | «Народна Республіка»     |     |                                        |
| АК  | «Автономний Край»                | ФР | «Федеративна Республіка» | САК | «Соціалістичний Автономний Край»       |
| БіГ | Боснія і Герцеговина             | Р  | «Республіка»             | СФР | «Соціалістична Федеративна Республіка» |
| ДФ  | «Демократична Федерація»         | ФД | «Федеральна Держава»     | СР  | «Соціалістична Республіка»             |